# Elswick Motor
Die Elswick Motor Co. war ein britischer Hersteller von Automobilen.

## Unternehmensgeschichte
Das Unternehmen aus Newcastle upon Tyne begann 1903 mit der Produktion von Automobilen. Der Markenname lautete zunächst Elswick, ab 1906 SPQR. 1907 endete die Produktion. Hooper Cycle Co. übernahm 1912 das Unternehmen.

## Fahrzeuge

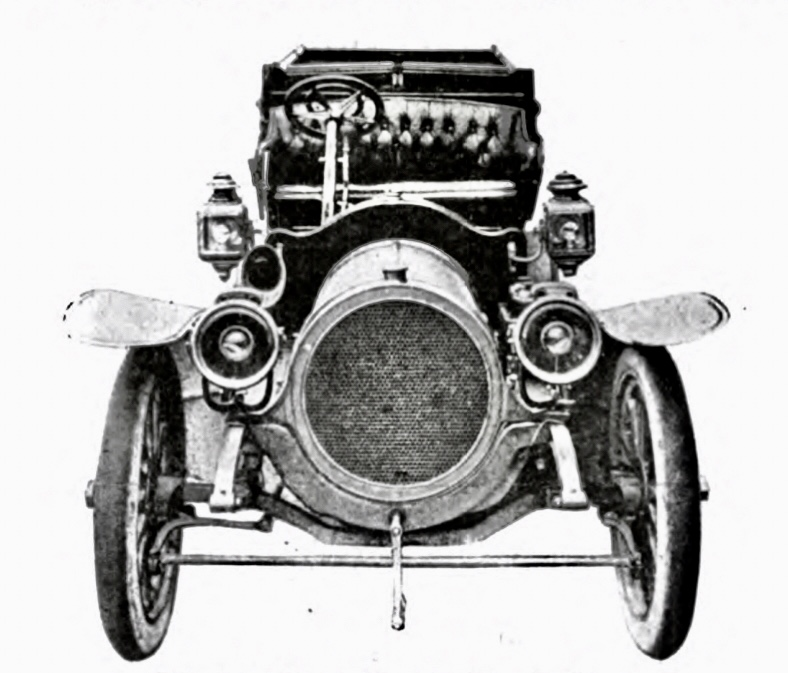
Elswick 26/30 HP

Im Angebot standen Wagen unterschiedlicher Größe mit Einbaumotoren verschiedener Hersteller.
Der 6 HP wurde 1903 vorgestellt und bis mindestens 1906 hergestellt. Er besaß einen Einzylindermotor von De Dion-Bouton mit 700 cm³ Hubraum.
1904 ergänzten der 20 HP mit einem Vierzylindermotor von Brouhot und der 24 HP mit einem Vierzylindermotor von Mutel das Sortiment. Das letztgenannte Modell hatte Frontmotor, Dreiganggetriebe und Kardanantrieb zur Hinterachse.
1906 erschienen als SPQR die Modelle 15/20 HP und 24/30 HP bzw. 26/30 HP, beide mit Vierzylindermotor.
Eine Quelle nennt zusätzlich einen 26/30 HP mit einem Sechszylinder-Reihenmotor.

## Modelle
| Marke und Modell            | Bauzeitraum | Zylinder | Hubraum | Radstand | Text                     | Quelle            |
| --------------------------- | ----------- | -------- | ------- | -------- | ------------------------ | ----------------- |
| Elswick 6 HP                | 1903–1906   | 1        | 700 cm³ |          | Motor von De Dion-Bouton | [ 1 ] [ 2 ] [ 3 ] |
| Elswick 20 HP               | 1904        | 4 Reihe  |         |          | Motor von Brouhot        | [ 1 ] [ 2 ]       |
| Elswick 24 HP               | 1904        | 4 Reihe  |         |          | Motor von Mutel          | [ 1 ] [ 2 ]       |
| Elswick 26/30 HP            | 1906        | 6 Reihe  |         |          |                          | [ 3 ]             |
| SPQR 15/20 HP               | 1906–1907   | 4 Reihe  |         |          |                          | [ 1 ] [ 2 ] [ 3 ] |
| SPQR 24/30 HP oder 26/30 HP | 1906–1907   | 4 Reihe  |         |          |                          | [ 1 ] [ 2 ] [ 3 ] |